# Technicolour Dreams
Technicolour Dreams è una canzone incisa dalla rock band inglese Status Quo, pubblicata come singolo nel novembre del 1968.

## La canzone
È un brano di pura psichedelia con toni evocativi ed atmosfere suggestive, pubblicato quale ultimo singolo estratto dal primo album della band.
Pur preceduto da grandi aspettative, il 45 giri non riesce a ripetere il successo dei singoli precedenti e fallisce l'aggancio con le charts britanniche.

## Tracce
1. Technicolour Dreams - 2:53 - (Rossi/Parfitt)
2. Auntie Nellie - 3:17 - (Lancaster)

## Formazione
- Francis Rossi (chitarra solista, voce)
- Rick Parfitt (chitarra ritmica, voce)
- Alan Lancaster (basso, voce)
- Roy Lynes (organo, pianoforte)
- John Coghlan (percussioni)